# 許玉秀
許玉秀（1956年—），中華民國法律學者，德國佛萊堡大學博士，前國立政治大學法律學院教授，專門研究刑事法，於2003年至2011年出任中華民國司法院大法官，是迄今最年輕的女性大法官。卸任後曾任國立交通大學科技法律研究所講座教授。

## 學術
許玉秀在學時的指導老師是臺灣戒嚴時期刑事法學界的重要學者蔡墩銘。在德國求學時待過「馬克斯普朗克國際刑法研究所」以及「經濟刑法暨犯罪學研究所」。她的專業領域包括刑法基礎理論及方法論，犯罪階層理論、故意理論、客觀歸責理論、不作為犯理論、共犯理論、妨害投票罪和性犯罪等。
1987年後長期擔任國際刑事法學會台灣分會籌備委員會秘書長、第一和第二任執行秘書、秘書長，2007年獲推選為理事長，積極拓展臺灣刑法學之國際學術空間，籌備過多場刑法學國際學術研討會。1990年獲得美國傅爾布萊特計畫獎學金，1994年獲得德國宏博基金會獎學金。
她以「人性尊嚴不是口號，而是信仰、是實踐」強調正當法律程序與基本權之保障是法治國的法定原則，也是以確立「人的主體地位」實踐正義。實體正義由程序正義加以定義；有正當程序，才有人性尊嚴。她認為「所有的正義都是從程序正義開始，也是由程序正義終結。一個違反程序正義的法律，就像違章建築，屋內陳設看似很不錯，但事實上卻堵住了公共逃生的防火巷，喪失了社會正義及其價值。」

## 批評馬英九特權
1997年，政大法學院該學年度第一學期的教職申請在該年三月底已經截止，馬英九於5月8日辭去政務委員後才提出申請，法學院為此召開臨時院務會議通過受理申請，並將申請截止日期為馬先生量身打造延長到五月底止。2008年，許玉秀和陳惠馨兩位教授在自由時報撰文〈特權很難反省〉，批評為馬破例的特權問題，文中強調「無論他認為截止期限是怎麼不重要，往後至少政大法律系所公告的期限再也很難取信於人。他何忍要政大法律系為他如此犧牲，又擺出事不關己的態度？」

## 批評蔡英文濫權
2020年7月6日，許玉秀在風傳媒披露，同年3月27日蔡英文接見司改團體時，當場責罵司法院秘書長林輝煌，還命令林輝煌立刻把大法官呂太郎找來，然後當場喝斥呂太郎。許玉秀批評，蔡英文「懂憲政分際嗎」。總統府發言人丁允恭駁斥，當天許玉秀並未出席，許玉秀的說詞是憑空指控。民間司法改革基金會董事長林永頌表示，當天蔡英文顯然「有上火」、「有發脾氣」，而且「當天下大雨，呂太郎還是來了」。中華民國兒童權益促進協會理事長王薇君說，「喝斥」一詞或許不妥，但蔡英文確有「訓誡」，要求司法院與法務部傾聽民意。民間司改會辦公室主任蕭逸民證實，當天蔡英文回應司改團體的意見，不假辭色地指責林輝煌，而且命令林輝煌立刻把呂太郎找來，當場嚴厲地質問呂太郎在司法院秘書長任內的工作。

## 出任大法官
許玉秀於2003年5月獲時任總統陳水扁提名，時年47歲，是該次獲提名大法官中最年輕者，也是迄今最年輕的女性大法官，同時也是繼楊慧英後第二位臺灣籍的女性大法官。後經立法院於9月投票同意任命。自2003年10月起任司法院大法官（亦為憲法法庭大法官），至2011年9月30日屆滿，從事解釋憲法及統一解釋法律及命令事項，共計作成解釋122件，提出意見書62件。其中包括處理涉及人民訴訟權之「徐自強案」的司法院釋字第582號解釋與認定大學學生對學校所為行政處分或其他公權力措施如主張權利受侵害均得提起行政爭訟的司法院釋字第684號解釋。
許玉秀在其所著《透明的法袍－－大法官解釋意見書(2003.10 - 2007.09)》一書中寫道：「透明是民主的顏色，透明是人權的盔甲，透明才能程序正當」，「不是因為彼此相同，而是因為彼此不同，所以我和我的同事共聚一堂」。 不過諷刺的是在其卸任大法官後，於蔡英文執政下擔任司法改革國是會議分組召集人時，傳出勸退法官評鑑委員人事，以及私自會晤檢察總長招降等醜聞。 
她對於司法院即將提出的「大法官審理案件法修正草案」也有相當貢獻，在司法院釋字第642號解釋的不同意見書中，她批評：「本院大法官至今慣行的解釋八股文，有利於掩飾論述上的謬誤，不利於掃除思考上的盲點，更是增加議事負擔、耗費釋憲資源的元兇，欲提升釋憲效能，應該儘快拋棄解釋八股文的桎梏。」她認為，裁判品質的改善才能根本改善司法的公信，而裁判品質取決於製作的格式。

## 法治評論
2013年9月，就九月政爭表示立法院長王金平若因遭國民黨撤銷黨籍而失去院長資格是行政權和立法權上的憲政爭議，違反正當程序。
許玉秀表示，不管是大埔事件、文林苑還是洪仲丘案，人民的憤怒都來自於沒有公平地被當「人」來對待，而公平的前提，就是要遵守正當的程序。
對於全國關廠工人連線等社運團體為抗議國民黨全代會申請路權時引發的爭議，許玉秀認為不應只審查申請時間的先後，而是以目的與申請地點的必要性，做實質的審核。
2013年11月10日接受專訪批評黃總長對於《通訊保障及監察法》的解釋與適用來看。

## 主要著作
- 《故意與過失之分界－評德國的間接故意理論》，1993年
- 《主觀與客觀之間》，1997年
- 許玉秀等著，《罪與刑─林山田教授六十歲生日祝賀論文集》，1998年
- 《法治國之刑事立法與司法》，1999年
- 《犯罪階層體系及其方法論》，2000年
- 許玉秀等著，《刑事法之基礎與界限－洪福增教授紀念專輯》，2003年
- 《當代刑法思潮》，中國民主法制出版社，2005年
- 許玉秀、陳志輝合編，《不疑不惑獻身法與正義—許迺曼教授刑事法論文選輯 賀許迺曼教授六秩壽辰》，2006年
- 《透明的法袍-大法官解釋意見書(2003.10 - 2007.09)》，2008年
- 《論正當法律程序原則》，2011年

## 外部連結
- 許玉秀 （页面存档备份，存于） - 風傳媒